# Ocythoe tuberculata
Ocythoe tuberculata là một loài bạch tuộc trong họ Ocythoidae, là loài duy nhất được biết đến trong họ này. Chúng được tìm thấy ở các vùng biển ấm và ôn đới, đặc biệt là ở Bắc bán cầu, chẳng hạn như Bắc Thái Bình Dương ngoài khơi California. Bạch tuộc cái và bạch tuộc đực có hình thái khác biệt rõ rệt. Con cái dài khoảng 1 m (3,3 ft) khi trưởng thành. Con đực nhỏ hơn đáng kể, chỉ khoảng 10 cm (3,9 inch).